# Ізвесть (селище)
І́звесть (рос. Известь, ерз. Известь) — селище у складі Зубово-Полянського району Мордовії, Росія. Входить до складу Вишинського сільського поселення.
Населення — 202 особи (2010; 297 у 2002).
Національний склад станом на 2002 рік:
- росіяни — 57 %
- мордва — 39 %